# ISO 3166-2:EC
ISO 3166-2:EC è uno standard ISO che definisce i codici geografici dell'Ecuador ed è un sottogruppo del codice ISO 3166-2.
Tali codici sono stati assegnati alle 24 province del paese e sono formati dalla sigla EC-, seguita da una o due lettere.

## Codici
| Codice | Provincia                      |
| ------ | ------------------------------ |
| EC-A   | Azuay                          |
| EC-B   | Bolívar                        |
| EC-F   | Cañar                          |
| EC-C   | Carchi                         |
| EC-X   | Cotopaxi                       |
| EC-H   | Chimborazo                     |
| EC-O   | El Oro                         |
| EC-E   | Esmeraldas                     |
| EC-W   | Galápagos                      |
| EC-G   | Guayas                         |
| EC-I   | Imbabura                       |
| EC-L   | Loja                           |
| EC-R   | Los Ríos                       |
| EC-M   | Manabí                         |
| EC-S   | Morona-Santiago                |
| EC-N   | Napo                           |
| EC-D   | Orellana                       |
| EC-Y   | Pastaza                        |
| EC-P   | Pichincha                      |
| EC-SE  | Santa Elena                    |
| EC-SD  | Santo Domingo de los Tsáchilas |
| EC-U   | Sucumbíos                      |
| EC-T   | Tungurahua                     |
| EC-Z   | Zamora Chinchipe               |